# 王綱 (正統進士)
王綱（1395年—？），字振紀，山東承宣布政使司登州府黃縣（今山東省龍口市共城鎮）人，軍籍，明朝政治人物。進士出身。

## 生平
順天府鄉試第四十名舉人，正統元年（1436年），登丙辰科會試第六十五名，二甲第五名進士。正統二年，授戶部主事。之後外任陝西按察司僉事，總理屯田等，此後升任陝西按察使司副使。

## 家族
曾祖王显。祖父王明道。父王復禮。母周氏。永感下。兄從義、勇。娶曲氏。